# Ixora spathoidea
Ixora spathoidea är en måreväxtart som beskrevs av Forest Buffen Harkness Brown. Ixora spathoidea ingår i släktet Ixora och familjen måreväxter. Inga underarter finns listade i Catalogue of Life.